# Voie romaine de Saintes à Périgueux
Cet article recense une sélection de voies romaines ou anciennes, hypothétiques ou avérées, entre les cités antiques de Mediolanum Santonum (actuellement Saintes), et Vesunna (Vésone, quartier actuel de Périgueux), en France. Certaine sections de ces routes majeures ou secondaires sont mentionnées dans des documents écrits, comme la table de Peutinger. Exceptionnellement, elles sont confirmées par l'archéologie et l'épigraphie, et sont depuis le XVIIIe siècle à l'origine de nombreuses conjectures. 
Elles traversent trois départements : la Charente-Maritime, la Charente et la Dordogne. 
La voie dont le tracé est le plus connu dans sa totalité entre Saintes et Périgueux est nommée chemin Boisné (ou chemin Boisne) dans sa traversée de la Charente. Une autre variante, passant plus au sud par Pons et clairement de construction romaine, est reconnue jusqu'à Guimps en Charente. Son prolongement jusqu'à Périgueux par Brossac, Aubeterre-sur-Dronne ou Ribérac reste hypothétique.

## Historique
La voie correspondant au chemin Boisné aurait été entreprise sous le règne d'Auguste, et poursuivie au IIe siècle pour établir une liaison entre la façade atlantique, Saintes et la voie Domitienne, par Périgueux, Sarlat, Rodez, Nîmes, car une liaison sud vers l'Italie était plus constamment praticable que par Lyon en franchissant les Alpes. Il est probable qu'elle ait repris en tout ou partie une voie gauloise préexistante.
Dans sa section charentaise, le nom de chemin Boisné figure sur tous les cadastres et sur de nombreux documents médiévaux, et la plus ancienne transcription date de 1297, date à laquelle il s'agissait déjà d'un nom propre, ou aussi chemin Boine ou Boisne,. François Marvaud, certes plutôt spécialisé sur la région de Cognac, évoque l'emploi du terme chemin Boine depuis les « portes de Périgueux ».
Boisné signifierait « borné » ou « remarquable par ses bornes ». Il s'agit peut-être d'un bornage ajouté aux habituelles bornes milliaires, ou d’un bornage effectué par le comte d'Angoulême pour marquer l'emplacement du chemin. 
Charlemagne fait réparer des ponts et Louis le Pieux dans un capitulaire de 830 ordonne la réparation de douze ponts. En effet les routes laissées sans entretien dès le Ve siècle étaient très détériorées et de nombreux ponts se trouvaient inutilisables. 
Le mot boyne signifiant borne n'a été rencontré par Auguste-François Lièvre qu'en Charente, et boina a ce sens en occitan.  En 1826, le chemin était encore appelé Chomi Bouinat. Quelques autres chemins anciens de Charente se sont appelés chemin Boyne par extension,.
D'autres sources ont rapproché le toponyme Boisné de Villebois-Lavalette. En effet, il faisait référence au tronçon de la voie entre Ville-Bois et le Né[réf. nécessaire], et d'ailleurs on ne retrouve ce toponyme qu'entre ces deux lieux. En tout cas, l'origine de ce nom semble s'être perdue dans le temps.

## Itinéraire

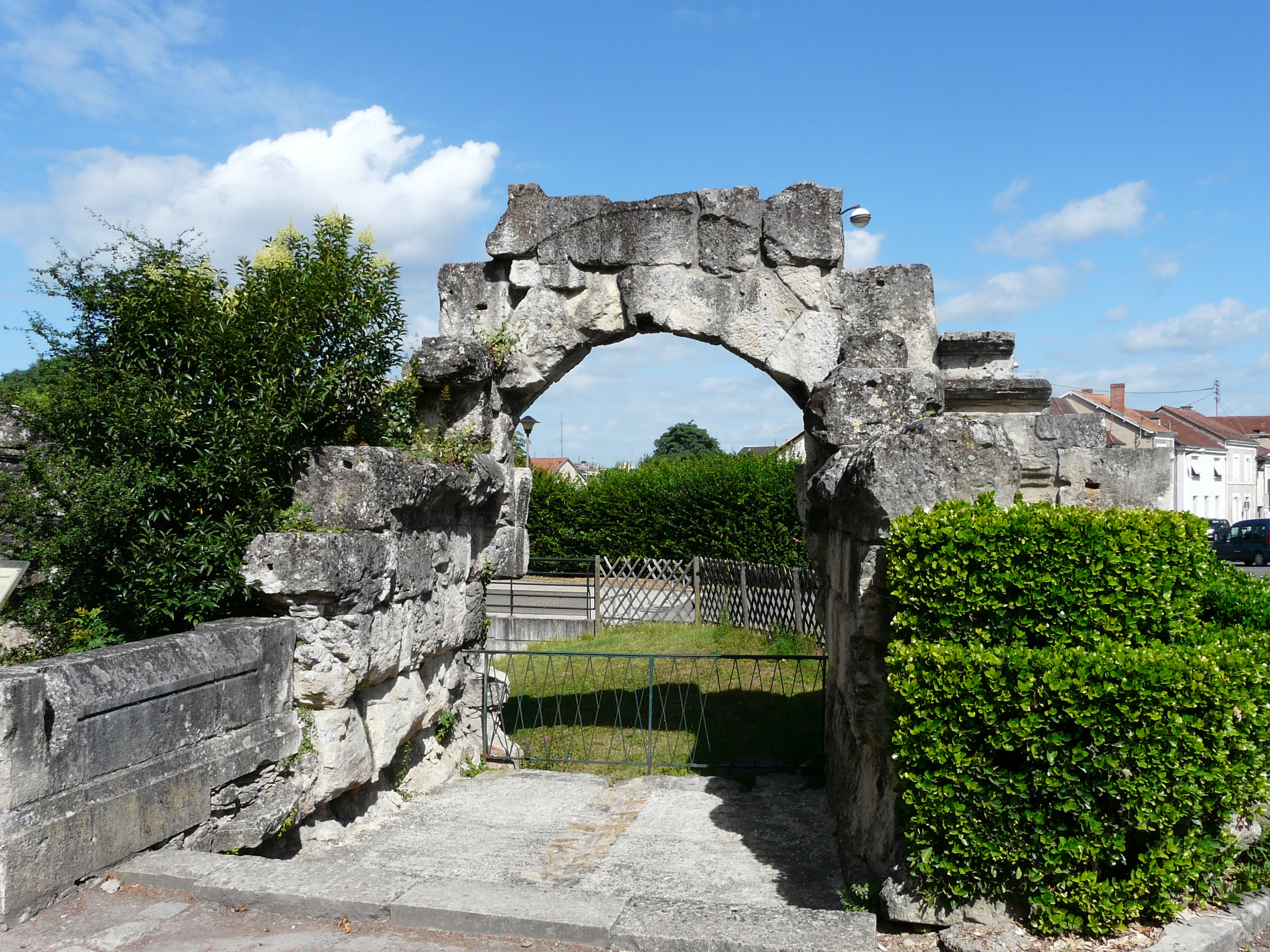
Les vestiges de la porte Normande à Périgueux, à Vésone

Selon P. Barrière, la voie quittait Périgueux par la porte Normande en suivant le tracé des actuelles rues Denis-Papin et Pierre-Sémard, continuait dans l'actuel quartier du Toulon où fut trouvée une borne milliaire, puis par la route de Périgueux à Bordeaux jusqu'au pont de la Beauronne à Chancelade. Elle s'en séparait en remontant vers le nord et en passant vers l'ancien prieuré de Merlande puis Bussac. Le comte-archéologue Wlgrin de Taillefer, au XVIIIe siècle, la fait passer plus à l'est par le vallon de Vignéras près duquel la borne milliaire précédemment citée aurait son emplacement d'origine, franchir la crête où passait l'ancienne route d'Angoulême, traverser la Beauronne (au sud de Château-l'Évêque), et rejoindre le nord de La Chapelle-Gonaguet près de Crébantiéras.
La voie traversait la Dronne à Port-d'Ambon (ou Pont d'Ambon) et Rochereil, au sud de Creyssac, sur un pont ou par un gué. Son tracé n'est retrouvé que par les photographies aériennes : il suit en partie la D2 puis la D106. Entre la Pouge et les Pouzes il est surélevé.

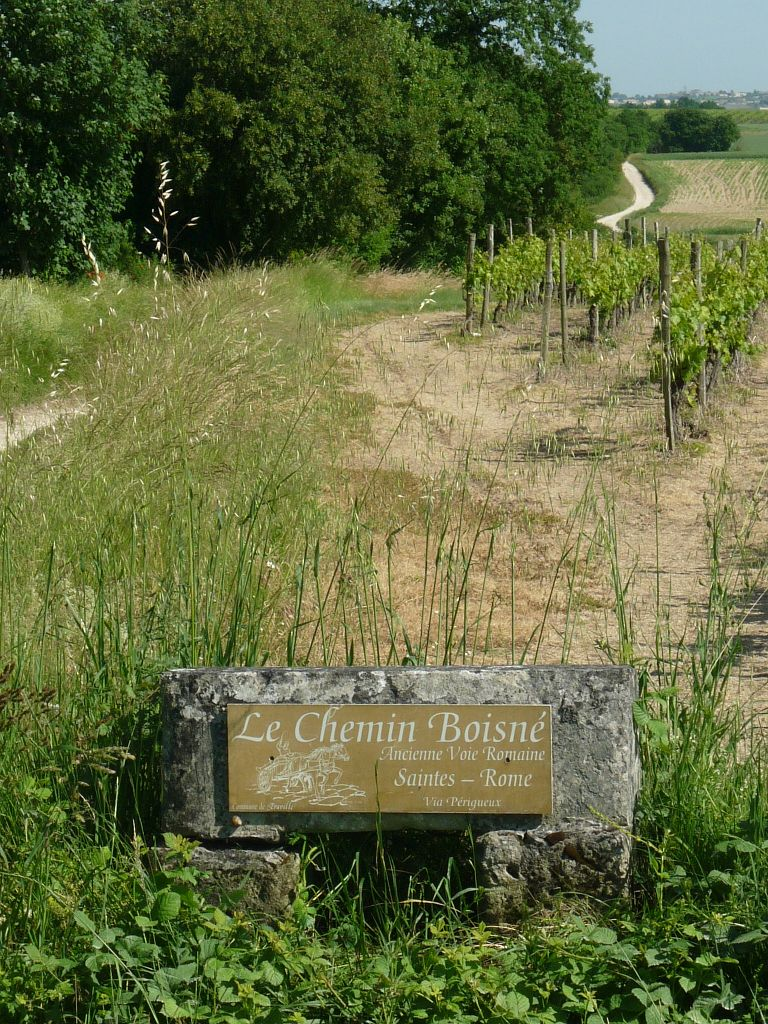
Le chemin Boisné coupant la D699 à Birac.

Il entre en Charente en franchissant la Lizonne par un gué, au Pas de Fontaine ou à Pas Vieux, commune de Champagne-et-Fontaine. Cette voie romaine traverse le département de la Charente sur 60 km et son tracé est parfaitement connu, car elle est nommée chemin Boisné ou Boisne sur toutes les cartes. Son tracé est recouvert par la route départementale (RD) 23, passe au sud de Villebois-Lavalette, puis est repris par la RD 22, la RD 5 et à nouveau la RD 22 pour passer au nord de Voulgézac, puis au sud de Claix.
Après la traversée de la route nationale 10, elle est empruntée par le GR 4 et passe au sud de Châteauneuf-sur-Charente, sur la commune de Bouteville, et traverse Mainxe, puis Gensac-la-Pallue. De nombreuses villas romaines se sont construites le long de la voie, entre autres à Malaville, Bouteville et Nonaville.
Il est intéressant de constater qu'entre Saintes et Périgueux, le chemin Boisné longe parfaitement les couches géologiques calcaires du Crétacé ; en particulier entre Cognac et la Dordogne, il occupe le replat existant entre deux cuestas, celle au nord concernant le Turonien et celle au sud le Campanien,.

### Localisation de Sarrum
C'est aussi entre Villebois-Lavalette et Charmant que se situerait une des deux étapes mentionnées sur la table de Peutinger. Il s'agit de Sarrum. L'abbé Michon le situe plutôt vers Charmant. A-F. Lièvre la voit vers Vesne (commune de Voulgézac) ou Puygâti (commune de Chadurie). L'archéologue Jacques Dassié confirme la fourchette Villebois - Charmant, et la rétrécit avec un rayon de 6 km autour du château de la Mercerie (entre Ronsenac et Magnac-Lavalette-Villars). De nombreux vestiges romains ont été trouvés un peu partout dans la région (villas, postes militaires), mais on n'en a pas encore trouvé de probants dans cette fourchette.

### Localisation de Condate
L'autre étape est Condate, vraisemblablement situé à l'écart de la voie au bord de la Charente. Les archéologues Michon et Marvaud l'ont situé à Merpins, endroit acceptable (fort romain) malgré les erreurs de copie de la table de Peutinger. À noter que les distances de la table de Peutinger sont ici en lieues, comme dans toute l'Aquitaine, et non en milles. 

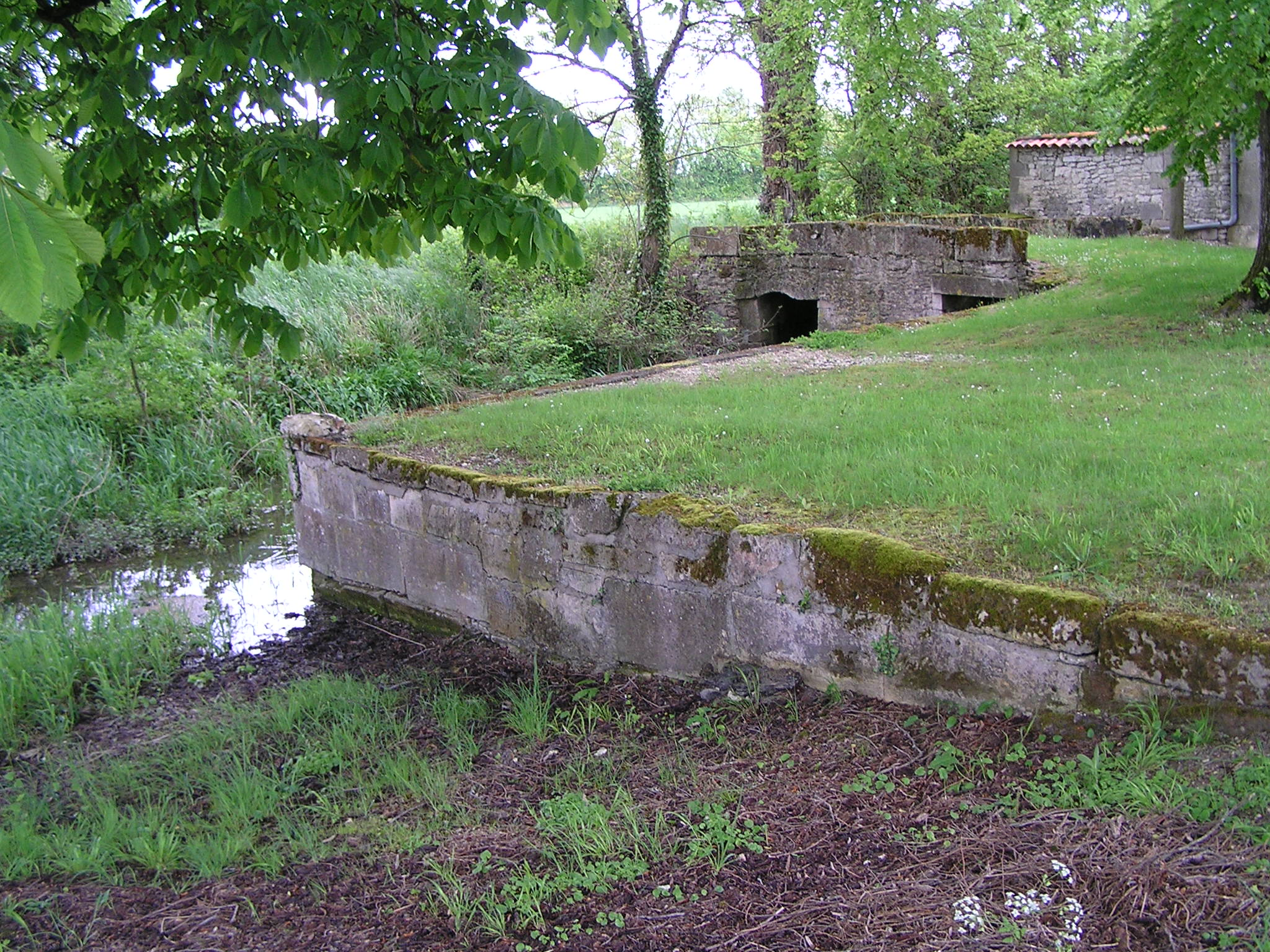
Le passage du Né à l'Anglade

A-F. Lièvre privilégie, lui, l'emplacement de la Frenade ou l'Anglade sur le Né, car on y a retrouvé quelques vestiges et, le toponyme, Anglade, comme Condate, peut signifier confluence de deux bras du Né.
Le chemin Boisné continue sur la rive gauche de la Charente  par le tracé de la RD 147 jusqu'à la Charente-Maritime et passe le Né à Port-de-Jappe sur la commune de Gimeux par un gué pavé. 
Il continue vers Brives-sur-Charente, Courcoury puis Saintes où il entre par Diconche,. En Charente-Maritime, il prend le nom de chemin Chaussé, chemin du Grand Chaussée ou route des Romains.

### Embranchements
En venant de Périgueux, une voie obliquant vers le nord-ouest se détachait de la voie de Saintes vers Gout-Rossignol ou Fontaine et passait la Lizonne au Pas de Pompeigne, puis se dirigeait vers Iculisma par la Chaussade pour aller vraisemblablement vers Germanicomagus et Avedonacum. Cette branche serait une des rares voies romaines à passer par Iculisma.

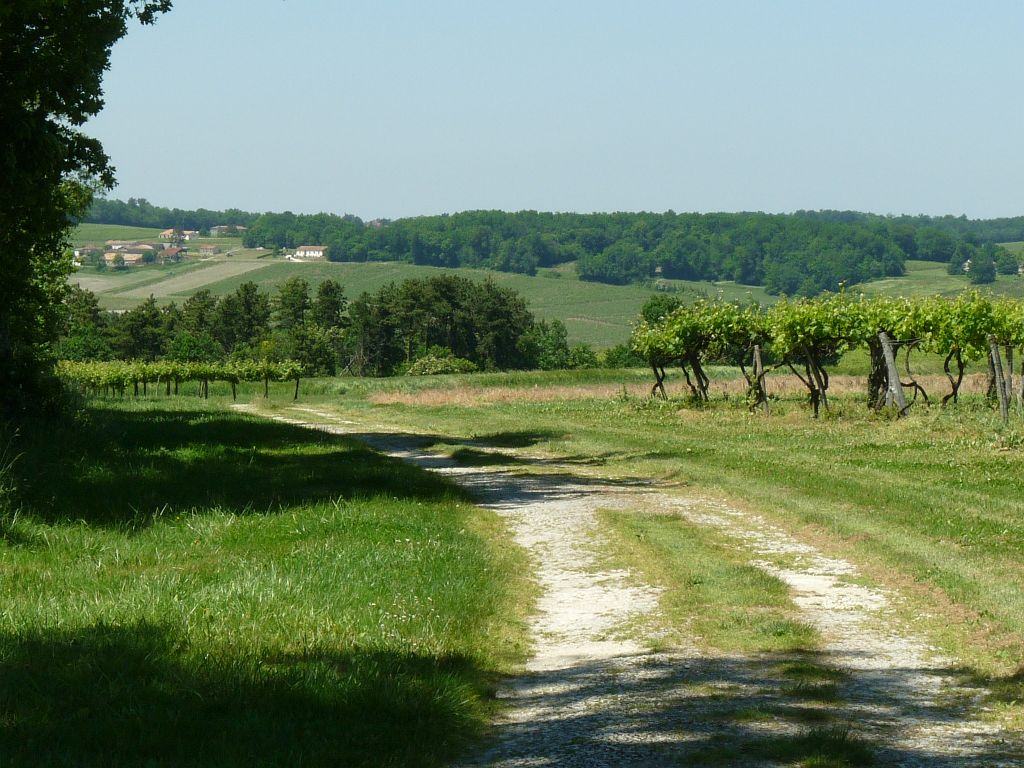
Le chemin de la Faye vers Birac

Vers Plassac, un autre embranchement se détachait de la voie de Saintes et longeait parallèlement le chemin Boisné au sud mais sur les hauteurs, par Jurignac, Birac, Bouteville. Ce chemin s'appelle le chemin de la Faye (étymologie : faîte). Il franchirait le Né vers Saint-Fort et rattraperait la D.700 à Échebrune, pour se diriger vers Pons (puis peut-être vers la côte et Novioregum par Gémozac). Il pourrait s'agir d'un chemin pré-romain.

### Variante par Pons

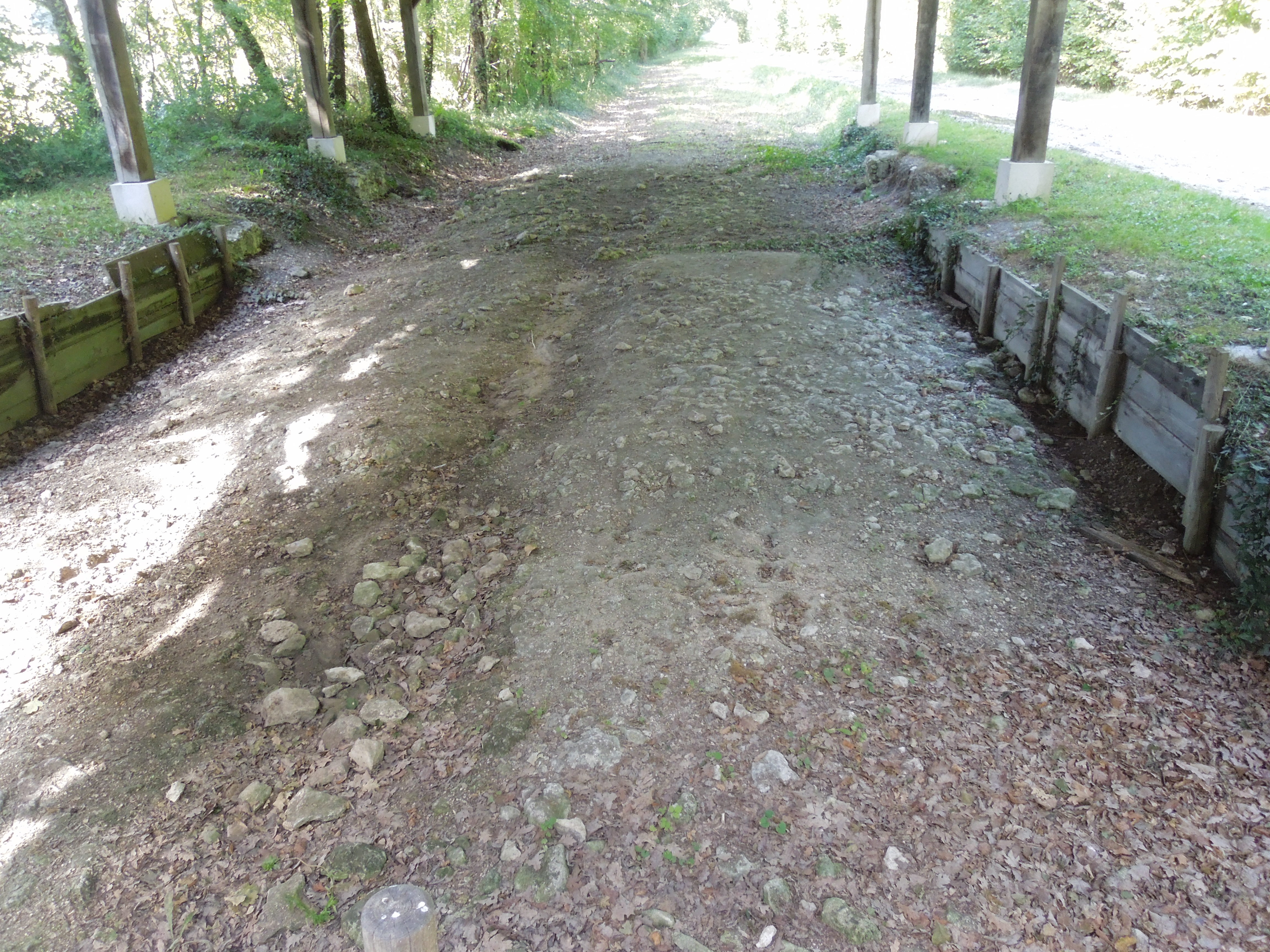
Coupe de la voie romaine entre Neuillac et Neulles

Une voie romaine reliait Saintes à Pons et Avy d'où bifurquait la voie de Coutras, et se dirigeait de façon nette au sud-est vers Neuillac, où une coupe de la voie est exposée, jusqu'à Guimps (Charente). Elle suit souvent une limite communale rectiligne, séparant les anciennes villas romaines devenues villages.
À l'est de Guimps, le terrain est plus accidenté et sa trace est difficile à suivre. A-F. Lièvre la fait passer à Challignac, puis au sud de Poullignac, et traverser la Tude à Peudry (commune de Saint-Martial) pour aller en direction de Ribérac (vestiges romains de Villetoureix) peut-être par Aubeterre-sur-Dronne.
Joseph Piveteau, de la Société archéologique et historique de la Charente a aussi étudié un tracé entre Guimps, Reignac, Condéon, Brossac, passant près de la villa de la Coue d'Auzenat, Chalais et Aubeterre.

### Extrait de la table de Peutinger
On peut y lire :

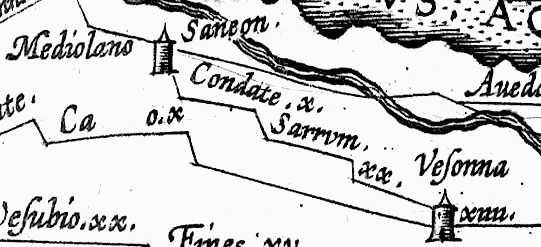

Mediolano Santon.__ __Condate__X__Sarrum__XX__Vesonna

soient : distance inconnue entre Saintes et Condate, 10 lieues de Condate à Sarrum, 20 lieues de Sarrum à Périgueux, ce qui permet de localiser plus ou moins ces étapes, malgré les erreurs, car d'après Jacques Dassié il faudrait lire :

Mediolano Santon.__X__Condate__XX__Sarrum__XXIII__Vesonna

avec 1 lieue = 2,45 km
À noter que les distances sont exprimées en lieues gauloises, comme dans toute l'Aquitaine romaine.

## Bornes milliaires

### La Grande Borne

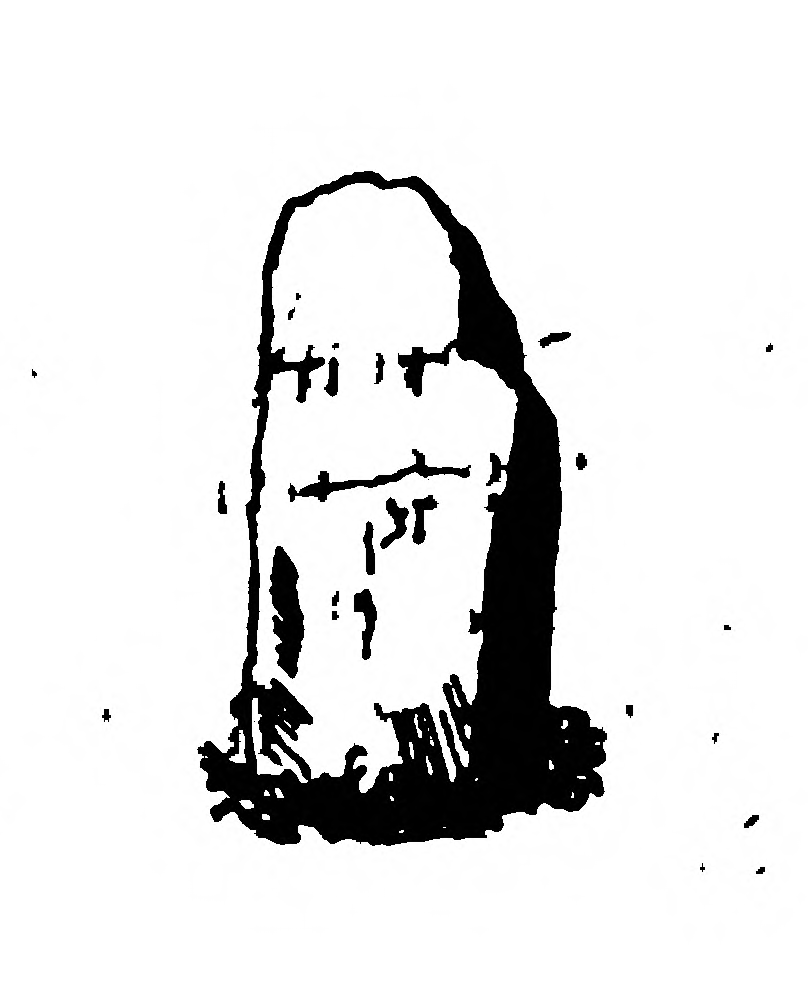
La Grande Borne de Gensac-la-Pallue (1844), aujourd'hui disparue

Au sud de Cognac, au bord de la voie entre la Frenade et Parveau (actuelle base aérienne), une pierre carrée avec une surface plate, appelée dans le pays la Grande Borne, la Grande Boune ou la Grosse Boueno, était située entre les lieux-dits de l'Ormeau et Bellevue. Certains auteurs, comme François-Marie Bourignon en 1801, ou plus tard en 1863 François Marvaud, y déchiffraient quelques lettres et ont émis l'hypothèse que celle-ci soit une borne milliaire, mais d'autres, comme Jean-Hippolyte Michon en 1844 en doutaient fortement. Le monument en question a depuis disparu.

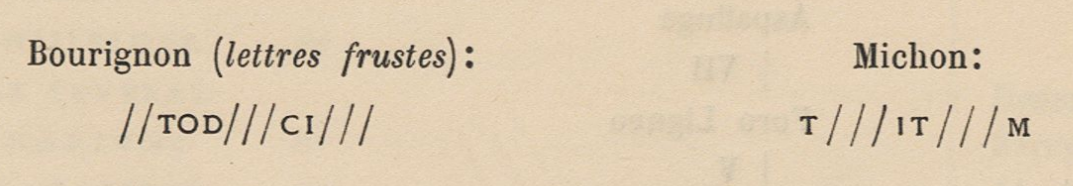
Lecture de l'inscription, telle que publiée dans le CIL XIII en 1907.

### Borne du Toulon

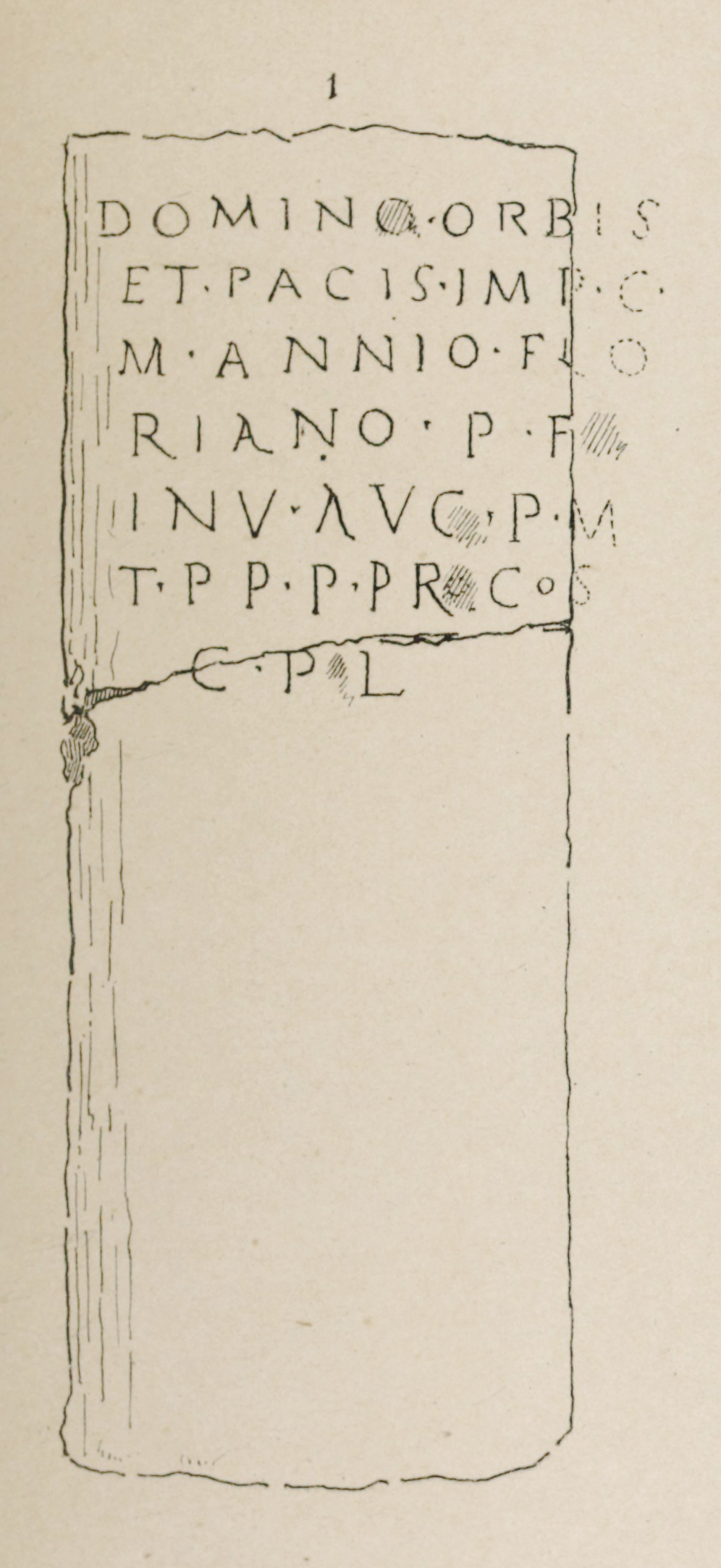
La borne du Toulon (1893), d'après le dessin de Auguste Allmer revu par Espérandieu.

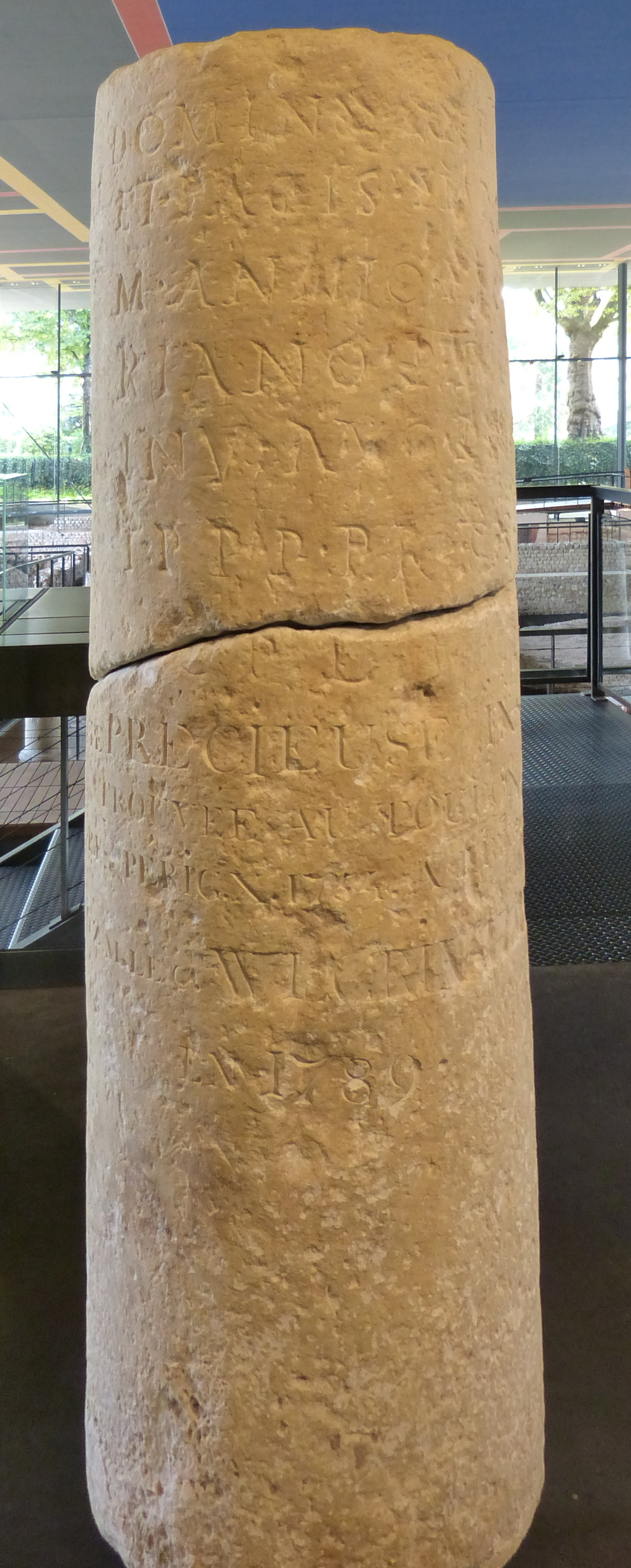
La borne du Toulon au musée Vesunna.

Une « précieuse » borne milliaire a été trouvée avant 1754 à Périgueux, approximativement aux alentours de la source du ruisseau du Toulon (selon Jean Lebeuf, en 1756), voire plus au nord (selon Henry Wlgrin de Taillefer, en 1826) en direction du vallon passant au sud de Vignéras (donc peut-être sur le territoire communal de Champcevinel - mais aucun auteur ne l'y a localisée formellement) ou en direction du château de Barbadeau. 
Elle est un des rares milliaires à porter une dédicace de l'an 276 à l’empereur Florien, qui essaya de s'imposer par la force mais dont le règne ne dura que quelques mois. Émile Espérandieu trouve d'ailleurs, à son sujet, « choquant » « l'emphatique qualification de maître de l'univers et de la paix » (Domino orbis et pacis).
Enfin, bien que son inscription ne comporte pas de distance, elle marquerait la première lieue, soit 2 222 m (lieue romanisée) ou 2 450 m (lieue gauloise), depuis le sanctuaire et temple gallo-romain dédié à Vesunna, dont il subsiste la tour de Vésone. Mais, vu les incertitudes concernant son emplacement d'origine, elle pourrait indifféremment s'être trouvée sur la voie principale menant à Bordeaux, ou sur celle menant à Saintes, voire avant un embranchement au nord-ouest de la cité antique des Pétrocores. Pour sa part, A.-F. Lièvre choisissant une des hypothèses de Taillefer, d'une localisation de la borne plus au nord, dans le vallon, il l'envisage plutôt sur une voie vers Poitiers et Nantes, route passant alors par Brantôme, Bouëx, Montignac-Charente, Mansle et Rom.
La pierre est exposée, depuis 2003, dans le nouveau musée gallo-romain de Périgueux, dit musée Vesunna (ancien inventaire, no 251).

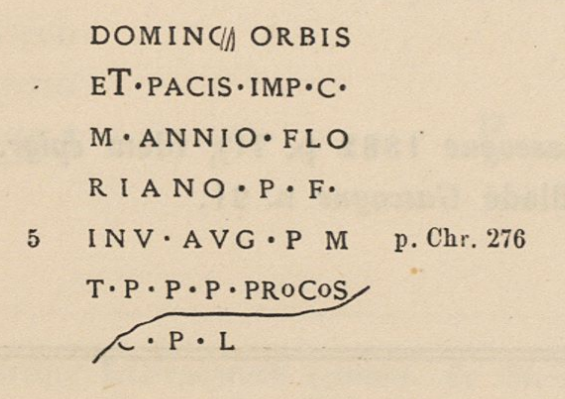
Lecture de l'inscription, telle que publiée dans le CIL XIII en 1907.

### Borne de Chadenac

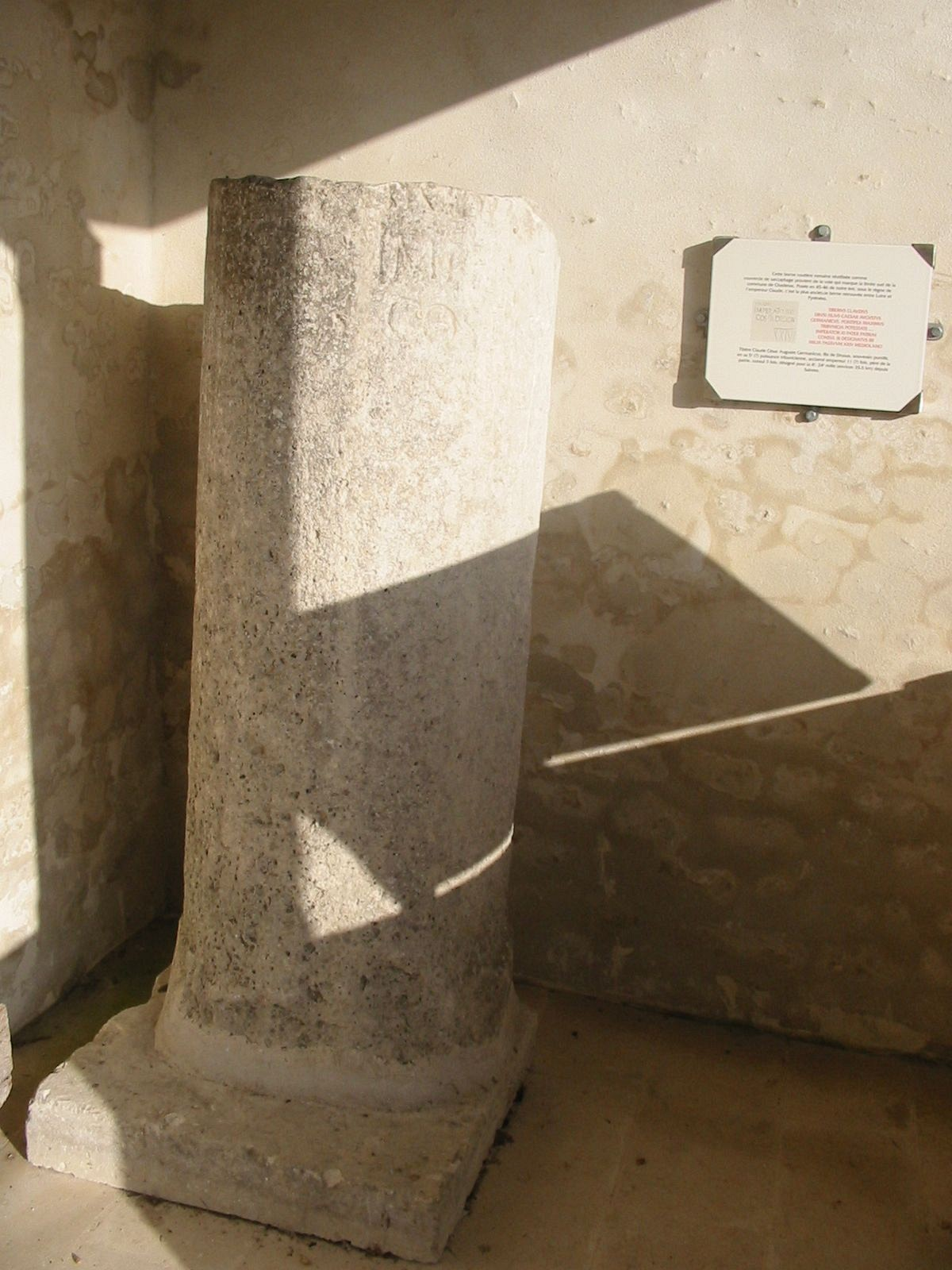
La borne milliaire de Chadenac

Dans l'ancien cimetière de Chadenac (Charente-Maritime), non loin de la voie romaine de Pons à Guimps dont on peut voir la coupe entre Neuillac et Neulles, une borne romaine a été trouvée en 1863. Elle a été remployée en cuve de sarcophage dès l'Antiquité tardive ou au haut Moyen Âge, après avoir été retaillée, ce qui a amputé les premières lignes écrites.
L'inscription est datée des années 45-46 ap. J.-C. (sous l'empereur Claude). On peut y lire le nombre XXIV.
En 1893, Auguste-François Lièvre a d'abord interprété cette distance comme 24 lieues, unité locale adoptée par les Romains dans toute l'Aquitaine, mais il pensait que la borne concernait la voie Saintes-Coutras, bien que Chadenac ne se trouve pas sur cette voie, et donc que cette distance se rapportait au fines entre les Santons et les Bituriges.
L'hypothèse de la lieue gauloise été approfondie par Jacques Dassié. Il propose lui aussi que cette distance se rapporte au fines, mais celui de la cité des Pétrocores, limite qu'il place à Aubeterre-sur-Dronne où selon lui cette voie passait. L'unité employée serait la lieue de 2 416 m et non la lieue « romanisée » de 2 222 m. Ces propositions publiées en 1999 ne sont pas reprises dans les publications archéologiques plus récentes, comme celles de Louis Maurin en 2000 et 2014, par exemple.
Louis Maurin (auteur de la Carte archéologique de la Gaule de la Charente-Maritime) suppose, comme les éditeurs du CIL, que la distance de 24, partiellement indiquée dans le texte, est exprimée en milles et qu'elle est comptée depuis Mediolanum (Saintes) en direction de Guimps,. Bien que la nature de l'origine (fines ou Saintes) et unité restent discutées, cela signifierait que la borne a été déplacée d'environ 6 km depuis son emplacement premier, sur la voie antique dans l'axe de la frontière sud de la commune.
Mise au jour en 1863 lors des premières fouilles du cimetière gallo-romain du « Terrier de la Chapelle » (une chapelle détruite au XVIIIe siècle et dédiée à sainte Sône), environ 600 m à l’est-sud-est du bourg, la borne milliaire est d’abord déplacée au bord de la route près du lieu de découverte. Au XXe siècle, il est installé à son emplacement actuel, visible sous un abri, avec d'autres vestiges, près de l'église Saint-Martin.

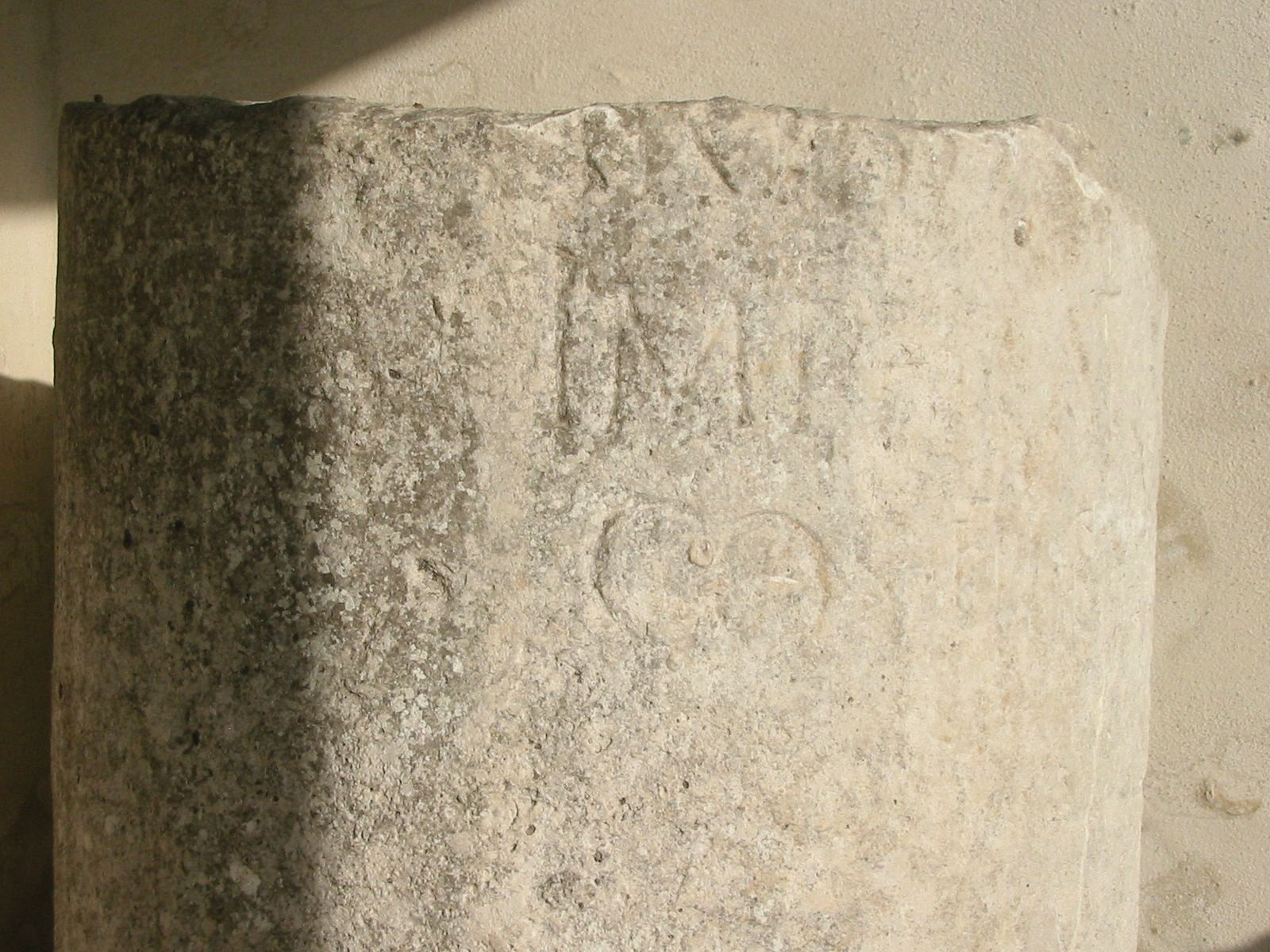
Détail de l'inscription.

### Bornes non retrouvées
Une borne milliaire aurait été trouvée dans la commune d'Éraville (Charente), là où le chemin Boisné traverse le Biau, mais il n'y en a aucune trace archéologique,.